# Жељко Ђурђевић
Жељко Ђурђевић је књижевник из Бање Луке, Република Српска.

## Биографија
Рођен је 29. августа 1976. године у Бањој Луци. Пише поезију и прозу ( приповијетке и минијатуре). Пјесме су му превођене на енглески, њемачки, пољски и словеначки језик. Тренутно ради као уредник часописа за књижевност, умјетност и културу "Путеви" и рецензент прве књиге младих аутора коју издаје Народна и универзитетска библиотека Републике Српске.